# Lindero Volador
Lindero Volador är en ort i Mexiko.   Den ligger i kommunen Papantla och delstaten Veracruz, i den sydöstra delen av landet, 240 km nordost om huvudstaden Mexico City. Lindero Volador ligger 45 meter över havet och antalet invånare är 270.
Terrängen runt Lindero Volador är platt. Runt Lindero Volador är det ganska tätbefolkat, med 179 invånare per kvadratkilometer. Närmaste större samhälle är Cazones de Herrera, 12,3 km nordväst om Lindero Volador. Omgivningarna runt Lindero Volador är en mosaik av jordbruksmark och naturlig växtlighet.